# Tylos ochri
Tylos ochri is een pissebed uit de familie Tylidae. De wetenschappelijke naam van de soort is voor het eerst geldig gepubliceerd in 1977 door Roman.